# Tobias Koch (Fußballspieler)
Tobias Koch (* 6. April 2001) ist ein österreichischer Fußballspieler.

## Karriere

### Verein
Koch begann seine Karriere beim SV Straß. 2008 wechselte er in die Jugend des TuS St. Veit/Vogau. 2014 kam er in das Fußballcollege Leibnitz, in dem er bis 2017 spielte. Ab 2015 kam er zudem in der Akademie des SK Sturm Graz zum Einsatz. Im Oktober 2017 wechselte er schließlich fest zu Sturm und erhielt bei den Grazern einen bis Juni 2019 laufenden Profivertrag.
Im Mai 2018 debütierte er für die Amateure der Grazer in der Regionalliga, als er am 28. Spieltag der Saison 2017/18 gegen die LASK Juniors OÖ in der Startelf stand und in der 57. Minute durch Christoph Urdl ersetzt wurde. Im selben Monat stand er gegen den SCR Altach auch erstmals im Kader der Profis von Sturm.
Zur Saison 2018/19 rückte er fest in den Profikader der Grazer auf. Im September 2018 erzielte er bei einem 2:2-Remis gegen den FC Wels sein erstes Tor für die Amateure in der dritthöchsten Spielklasse. Im Oktober 2018 wurde sein zu Saisonende auslaufender Vertrag vorzeitig mit unbekannter Laufzeit verlängert. Im April 2019 debütierte er für die Profis in der Bundesliga, als er am 25. Spieltag gegen den FC Red Bull Salzburg in der 74. Minute für Sandi Lovrić eingewechselt wurde. Dies blieb sein einziger Saisoneinsatz.
Im Jänner 2020 wurde er auf Kooperationsbasis an den SV Lafnitz verliehen. Für Lafnitz kam er während der Leihe zu neun Einsätzen in der 2. Liga. Zur Saison 2020/21 kehrte er wieder nach Graz zurück. Bis zur Winterpause kam er für Sturm zu einem Bundesligaeinsatz und spielte zudem dreimal für die Amateure. Im Jänner 2021 wurde er ein zweites Mal nach Lafnitz verliehen. Bis zum Ende der Leihe kam er diesmal zu 15 Zweitligaeinsätzen für die Lafnitzer.
Zur Saison 2021/22 verließ er Sturm schließlich endgültig und wechselte zum Zweitligisten FC Blau-Weiß Linz, bei dem er einen bis Juni 2023 laufenden Vertrag erhielt. In seiner ersten Spielzeit in Linz kam er zu 24 Zweitligaeinsätzen, in denen er dreimal traf. In der Saison 2022/23 kam er in 29 Spielen zum Zug, mit Linz stieg er zu Saisonende als Zweitligameister in die Bundesliga auf.
Zur Saison 2024/25 wechselte Koch innerhalb der Bundesliga zum SK Austria Klagenfurt, bei dem er einen bis 2027 laufenden Vertrag erhielt. Für die Klagenfurter kam er zu 27 Einsätzen in der Bundesliga, aus der er mit dem Team aber abstieg. Daraufhin wechselte er zur Saison 2025/26 zum Bundesligisten Grazer AK, bei dem er einen bis 2027 laufenden Vertrag erhielt.

### Nationalmannschaft
Koch spielte im April 2016 erstmals für eine österreichische Jugendnationalauswahl. Im August 2017 debütierte er gegen Finnland für die U-17-Auswahl, für die er bis März 2018 elf Spiele absolvierte und ein Tor erzielte. Im März 2019 kam er gegen Georgien erstmals für das U-18-Team zum Einsatz.
Im Februar 2020 debütierte er gegen Kroatien für die U-19-Auswahl.